# Хагуров, Халид Батокович
Халид Батокович Хагуров (1904 — 1950) — заместитель председателя Совнаркома, нарком юстиции, депутат Верховного Совета СССР и Верховного Совета Кабардино-Балкарской республики 1-го созыва. Входил в состав особой тройки НКВД СССР.

## Биография
- В 1928 г. — заместитель председателя Контрольной комиссии рабоче-крестьянской инспекции, затем ее председателем. Член президиума облисполкома и член бюро обкома ВКП (б), член президиума Северо-Кавказского крайкома партии.
- нарком просвещения
- В 1937 г. — первый нарком вновь организованного Наркомата юстиции.
- 14 ноября 1938 г. — арестован
- 9 марта 1940 г. — приговорен к 10 годам лагерей. Умер в заключении.